# Triforium

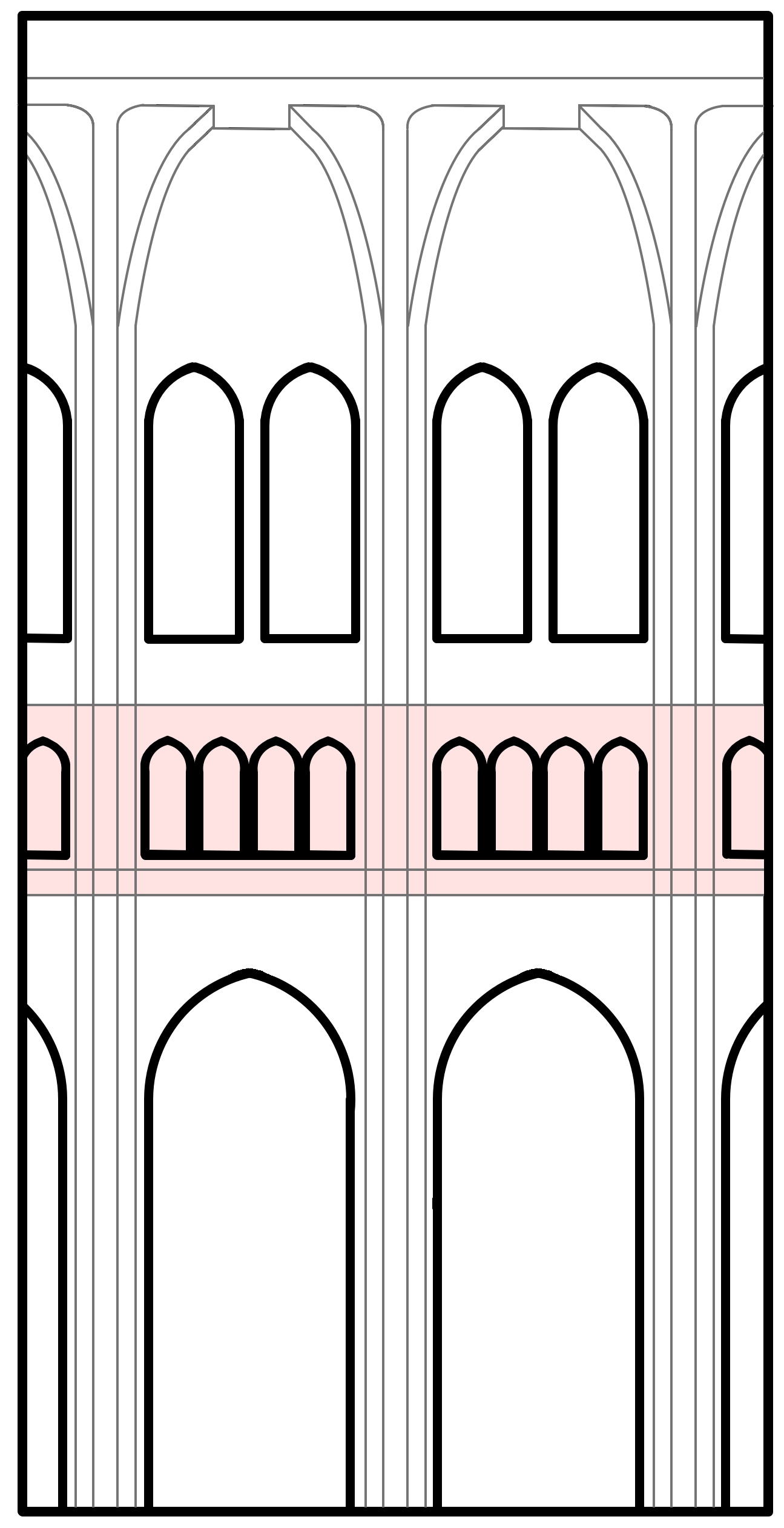
Plaats van het triforium tussen arcade en lichtbeuk

Een triforium is in de kerkelijke architectuur een arcade boven de zijbeuk in een kerkgebouw. Deze verhoogde arcade bevindt zich onder de lichtbeuk in het schip en boven de pijler- of zuilenarcade, die het schip van de zijbeuk scheidt. Het betreft meestal een open arcade, waarachter zich een loopruimte bevindt. Wanneer de arcade bestaat uit blinde bogen wordt gesproken van een pseudotriforium, dat veel werd toegepast als decoratief element in de neogotische kerkenbouw.
Het triforium vindt zijn oorsprong in de basiliek uit de klassieke oudheid, waar het triforium werd gebruikt voor handel en het voeren van discussies. In de vroegchristelijke basilieken was het triforium gereserveerd voor vrouwen. In de romaanse en gotische kerkbouwkunst werd het gebruik van het triforium voortgezet.
De Sint-Martinuskerk in Halle heeft in het hoogkoor zelfs een dubbel triforium.

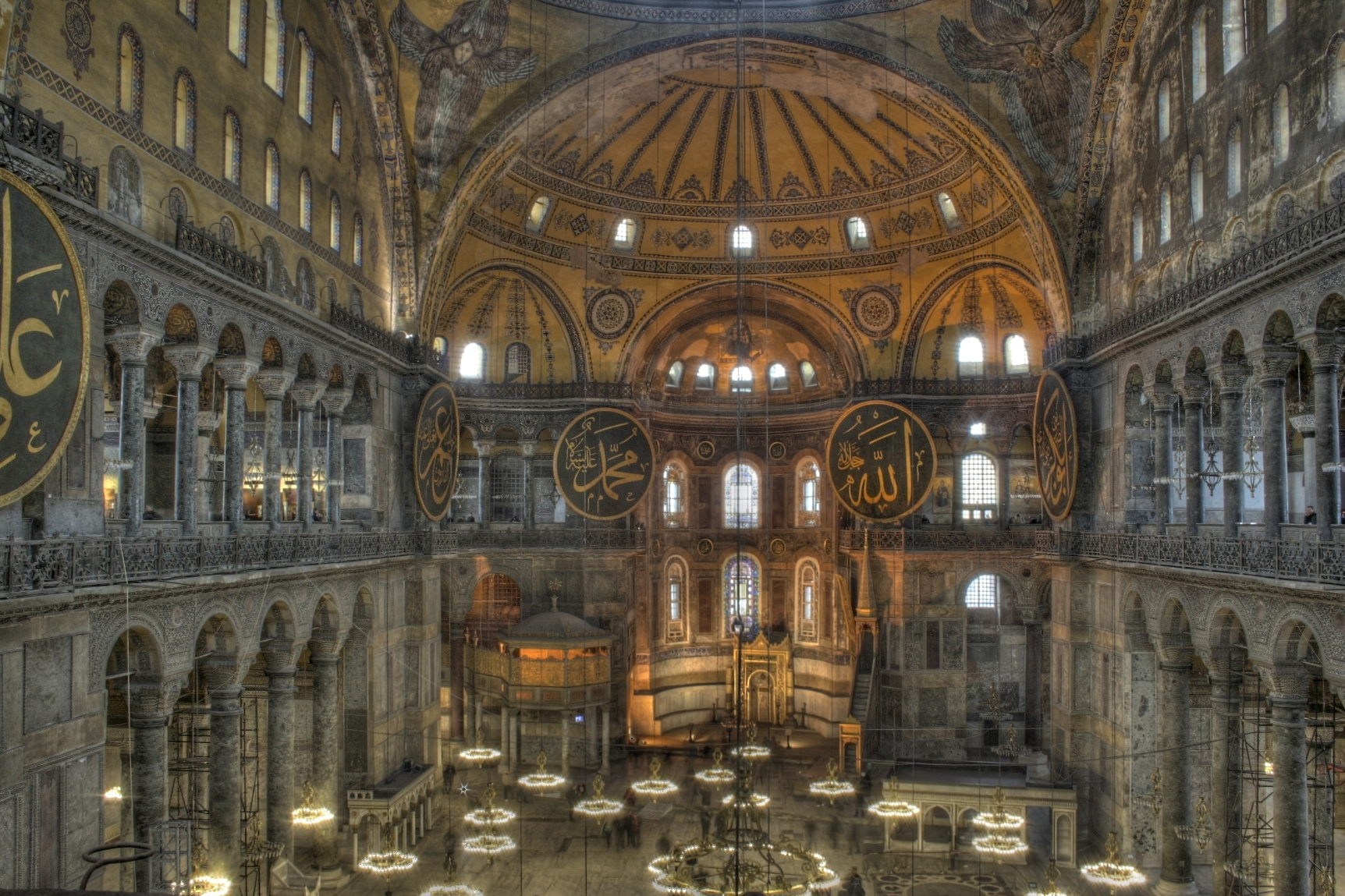
Triforia in de Hagia Sophia in Istanboel
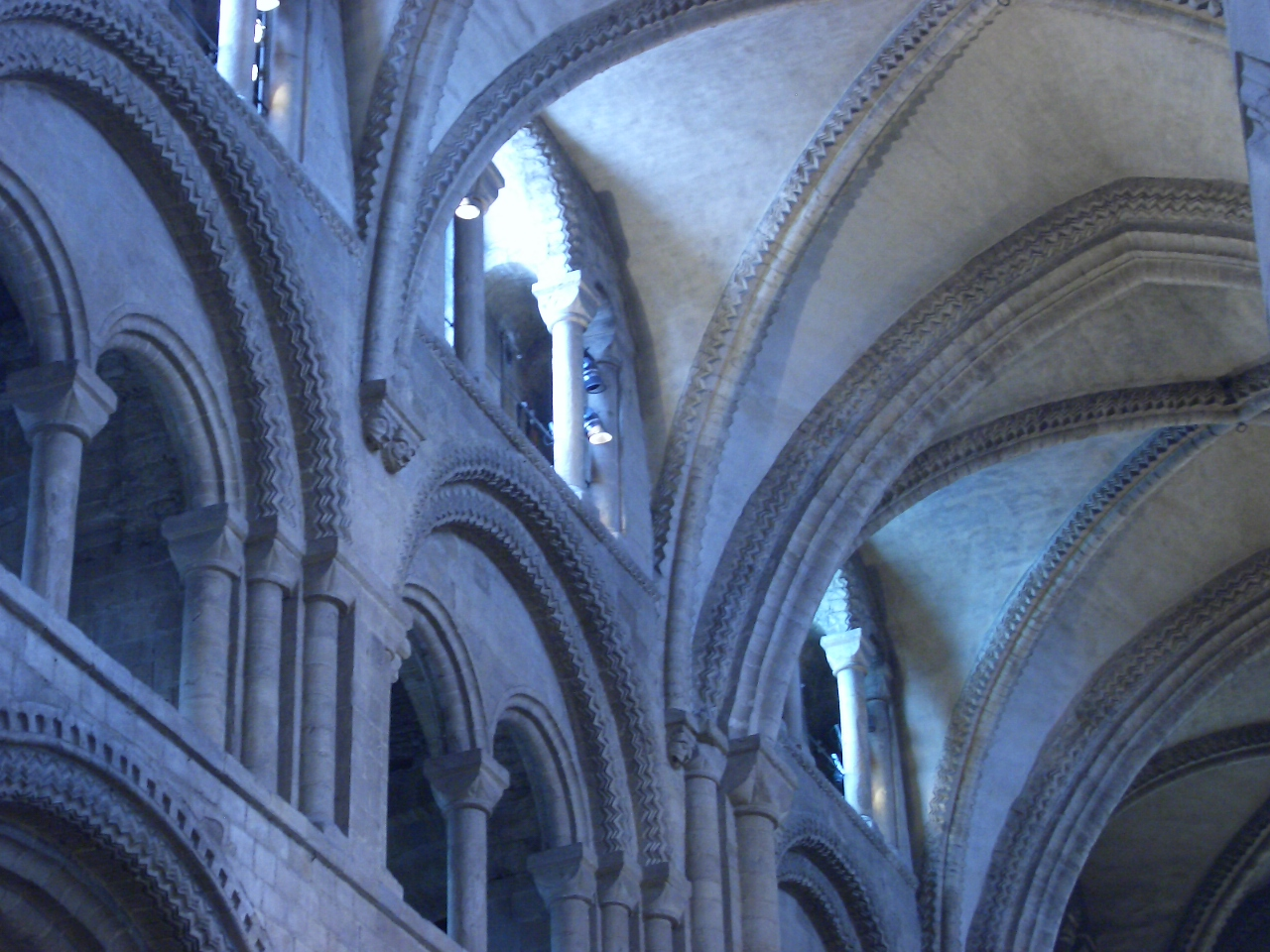
Romaans triforium in de Kathedraal van Durham
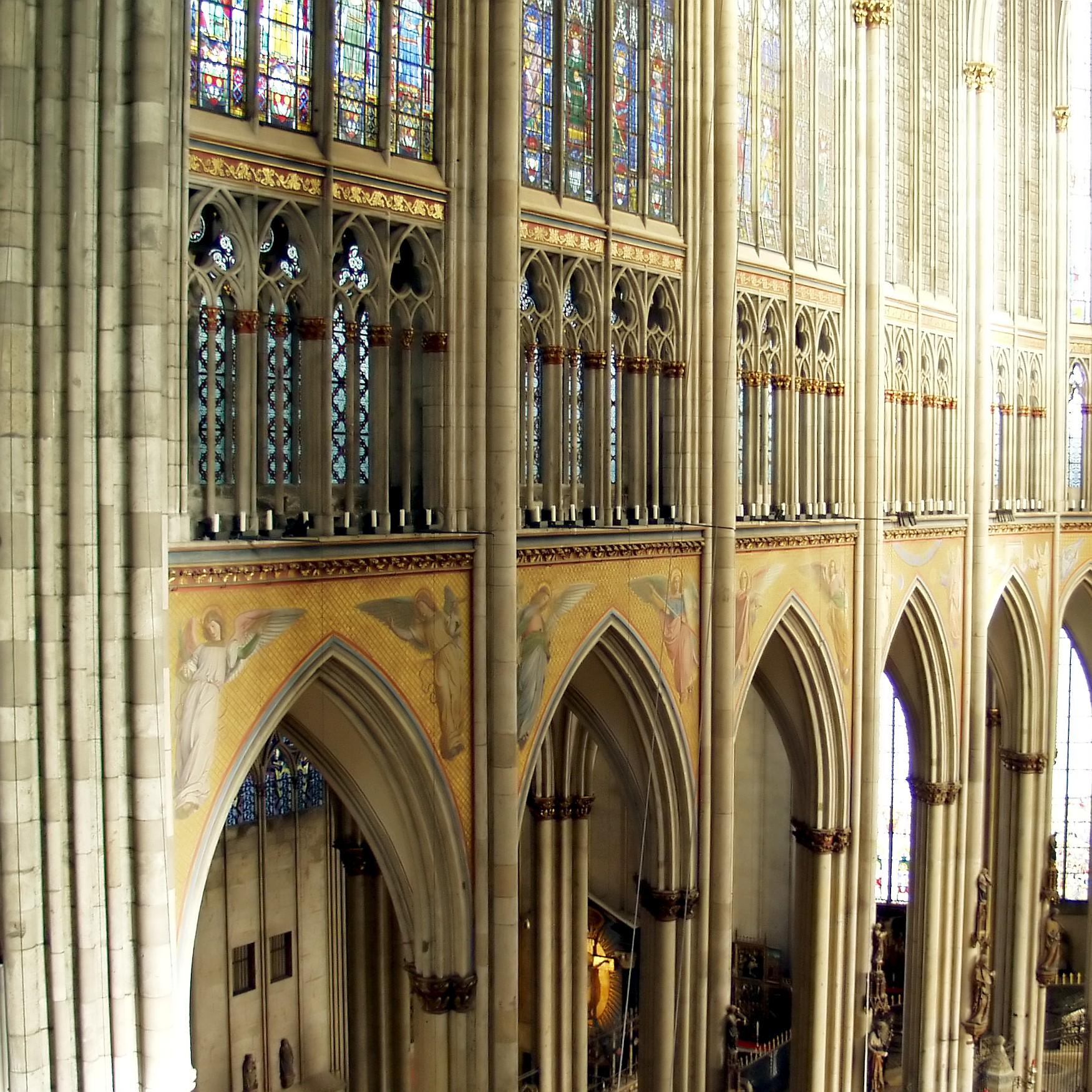
Gotisch triforium in de Dom van Keulen
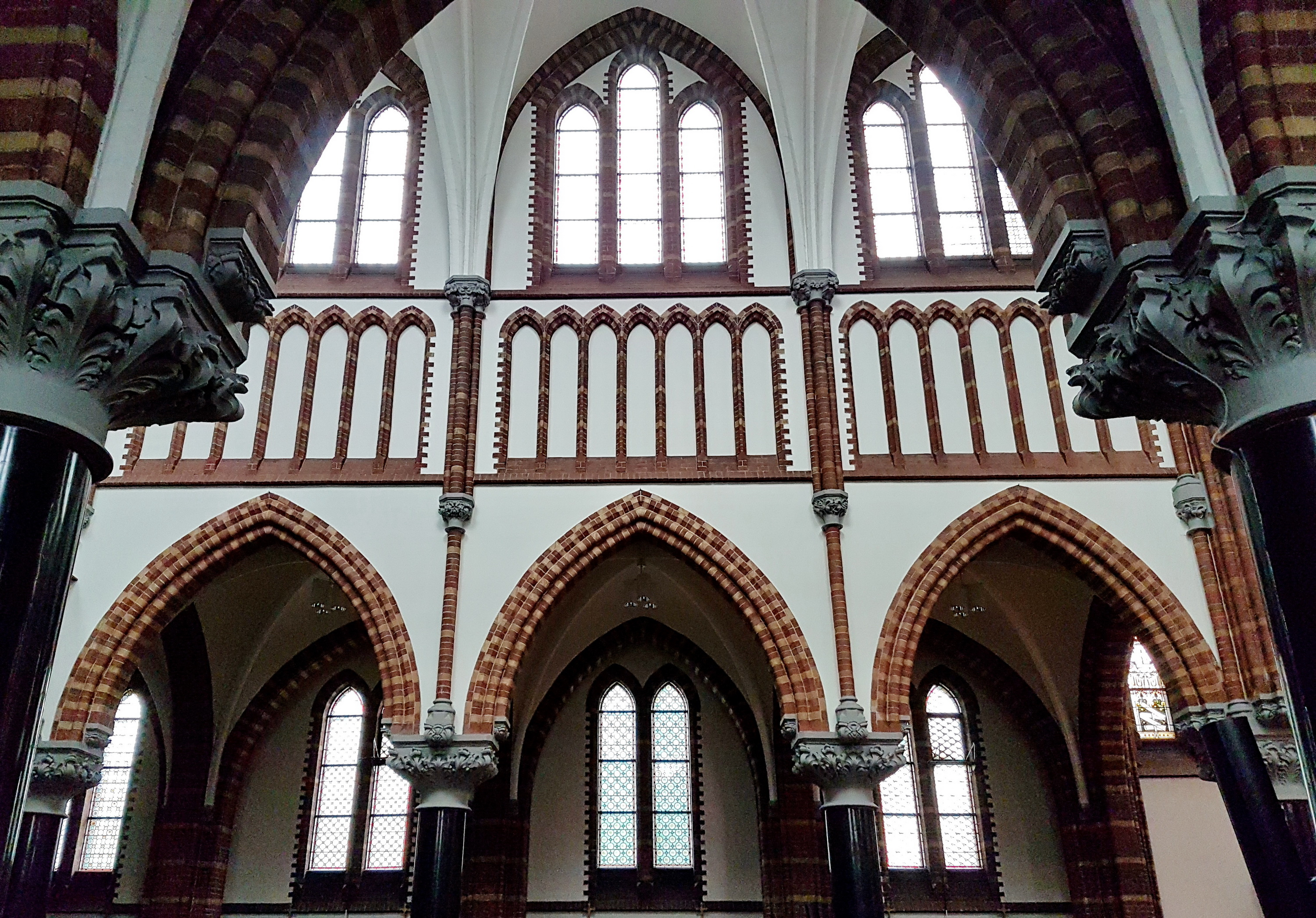
Pseudotriforium kapel Zusters Onder de Bogen, Maastricht